# Antepipona sibilans
Antepipona sibilans är en stekelart som först beskrevs av Cameron 1903.  Antepipona sibilans ingår i släktet Antepipona och familjen Eumenidae. Inga underarter finns listade i Catalogue of Life.